# Anders Svernsjö
Anders Karl Svernsjö, född 21 oktober 1952 i Västervik, död 3 december 2017 i Haninge kommun, Stockholms län, var en svensk konstnär, karikatyrtecknare och illustratör.

## Biografi
Under 1970-talet utbildade sig Anders Svernsjö på Berghs Reklam/Marknadsskola i Stockholm och fick sin första anställning som illustratör på Annonsbyrån Svea AB. Under 1970- och 80-talet verkade han som omslags- och serietecknare för tidningen Svenska MAD. "Kändistrycket" var ett återkommande inslag i Svenska MAD och bestod av en sida med parodier på dåtidens kändisskvaller, där Svernsjö var en av kreatörerna. Karikatyrer på kända, svenska profiler som Svernsjö tecknade syntes i veckotidningarna Röster i radio-TV och Se & Hör under 1980-, 1990- och 2000-talet. Hans illustrationer syntes även i tidningen Svensk Golf som gavs ut av Egmont Tidskrifter. 
Anders Svernsjö såg sig själv som en typisk gubbtecknare och hade ett intresse för människor och mimik; humor var ett återkommande inslag i hans illustrationer. Hans illustrationer återfinns i ett flertal böcker, bland annat Hundra profiler från TV och Radio (1987) av Signaturen Fabian, Vad ska vi göra? (1990) av Anders Palm, Gubbarna på Råholmen på rätt köl... (2009) av Lars Holmberg och Ät fet mat! - bli frisk och smal med LCHF av Lars-Erik Litsfeldt.
Vid tiden för Svernsjös bortgång 2017 arbetade han med illustrationer till boken Birgit Nilsson i ord och bild: Värp först och kackla sen, en biografi om Birgit Nilsson av estradören och sångaren Mattias Enn. De bilder som Anders Svernsjö inte hann med att illustrera slutfördes av sonen Robert Svernsjö. Boken gavs ut den 2 maj 2018 i samband med Birgit Nilssons 100-årsjubileum. 
Anders Svernsjö är begravd på Skogskyrkogården i Stockholm.